# Amata pactolina
Amata pactolina là một loài bướm đêm thuộc phân họ Arctiinae, họ Erebidae.